# 運用許容基準
航空機における運用許容基準（うんようきょようきじゅん、Minimum Equipment List, MEL）とは、航空機の運航に際して、必ず正常作動していなければならない最小限の装備品類および数量等が記載されたリストである。機体に常時搭載されている。

## 概要
膨大な数の部品から構成される航空機にあっては、その構成要素すべてを完ぺきな状態、すなわち型式証明取得時の仕様に絶えず維持・整備することは容易ではない。これを実現するためには、航空会社は故障に備えてその路線上の各空港及びダイバートする可能性のある空港まで全てに整備拠点（人員、工具、予備部品類および建屋等の付帯施設）を置かなければならなくなる。
一方、航空機としては信頼性確保のため多重の設計がなされており、運航条件によっては使用することが無い、もしくは作動しなくても差し支えない装備品も数多くあり、それぞれのアイテムごとの信頼性評価もなされているので、修理や整備を持ちこしても耐空性の低下が確率的に無視できる状況であれば運航を許容する方が合理的である。
例えば エアバスA320 は着陸灯2つ・タキシー灯2つ、旋回灯2つを装備することが義務付けられている。これに対しFAAが承認したMMELでは、着陸灯が1つ動作しない状態であっても他の灯火が正常であれば夜間での飛行も認められる。また着陸灯が2つ不点灯であっても夜間でなければ、飛行は許可される。
MEL の背景にあるのは、特定の飛行条件下において、ある装備品が不作動状態であっても耐空性（安全性）が損なわれない限りにおいては運航を許可することで、欠航や遅延といった乗客に不便を掛ける事態や、運航者の収益が減ったりすることを避けようとする考えである。
安全性を損なわないように、不作動アイテムの状態や代替策、手順、制限などが科せられる。この制度は、修理ができる設備を持つ空港までの移動のため、多少の不安全を覚悟で飛行してしまおうといった考えによるものではなく、むしろ、整備基地のある飛行場および航路上の立ち寄り地のいずれからの離陸であっても等しい安全性を確保するためのものと考えられている。
このリスト上で対象となるのは主に使用頻度が運行条件により変動する装備品類であり、エンジンや各種動翼類、主翼といった明らかに安全上重要で、かつ必ず使用されるものは含まれない。
なお、最終的に運航を行うかどうかを判断するのは当該機の機長であり、たとえ MEL 上では運航可能であっても機長が即時の整備・修理を要求したり、場合によっては運航を取りやめるといった判断に制約を与えるものではない。

## 作成

### 原運用許容基準 (MMEL)
航空機メーカーは運航者の意見も踏まえて機種（型式）ごとの原運用許容基準 (Master Minimum Equipment List, MMEL) を作成し、設計国の監督当局に承認を得たうえで公表する。

### 運用許容基準 (MEL)
各運航者（航空会社）は上記の MMEL を逸脱しない範囲内において、運航者の所在国ごと、会社ごとの独自の規制や内規その他を考慮した自前の MEL を作成し、運航者所在国の監督当局の承認を得る。その後の改訂にも承認が必要である。この手続きにより、型式証明からの一時的な逸脱を監督当局が承認したものとなり、耐空性が確保されていると解釈されている。

## 内容
アイテム名、修理しなければならない期限、実装数、最少作動装備数、その他が記載されている。「その他」とは、運航が許容される代わりに課せられる条件を指し、例えば不作動アイテムによっては飛行高度に制限が課せられたり、乗客数を減らすなどの措置が必要となることがある。また、当該不作動・不具合が周辺に二次的な拡大を生じないよう、隔離のための措置を取る必要がある場合もこれに記載される。
日本においてはこの MEL について、「不作動でもよいアイテムのリスト」といった表現がされることがあるが、リストそれ自体には最小限作動しなくてはならない装備品が列挙されている。したがってキャビン乗客の読書灯やエンターテインメントシステム、ギャレーの厨房用品などといった安全性には無関係と思われるアイテムは MEL に記載されておらず、不作動でも運航が行われる。

## 事例
双発ジェット機において、片側エンジンの逆推力装置が不作動状態でも多くの機種で運航が可能である。機種によっては片側スラストリバーサのみを着陸時に使用が可能であるが、S7航空778便着陸失敗事故はMELに基づいて片側エンジンのスラストリバーサが不作動状態での運用中にパイロットの誤操作によって発生した。
またフェデラル・エクスプレス14便着陸失敗事故では、逆推力装置が不作動であることで着陸後の停止距離が伸びることを危惧した機長の過大な操縦で事故が発生しており、乗員の判断や操縦操作にも影響を与えることがある。